# 哥本哈根协议
哥本哈根协议（英語：Copenhagen Accord）的文件是联合国气候变化大会在2009年12月19日全体大会各成员国通过的不具法律约束力的条约，其地位和法律影响力尚不清楚。

## 概要
該協定：
- 贊同續行京都議定書。
- 強調一個「強大的政治意願，對於應對氣候變化的工作是必須的」。
- 表明「如要避免危險的氣候變化，應保持氣溫上升低於攝氏2度」。
- 承認「氣候變化的關鍵影響及其應對措施的潛在影響對弱勢國家產生的負面效應」。
- 強調「有必要建立一個包括國際援助在內的綜合性適應計劃」。
- 承認「根據科學研究，大幅減少全球排放是必須的」。
- 同意應「儘快」制止全球及各國溫室氣體排放量的增長。
- 表明「加強適應計劃的國際合作與行動是極其必要的，它將有助於發展中國家增強對抗能力，特別是一些弱勢國家以及最不發達國家、小型發展中島國與非洲」。
- 同意「發達國家應對發展中國家適應性行動的實施提供充分與持續性的財政、技術以及能力建設援助」。
- 同意發達國家將在2010年1月31日前遞交「2020年經濟體排放目標承諾」。
- 同意京都議定書各方將強化其現有的排放目標。
- 同意發展中國家將「實行緩和行動」來減緩其碳排放量的增長，並與2010年1月31日前遞交。
- 同意發展中國家將每兩年通過聯合國氣候變化秘書處彙報上述行動，並且「對減排行動和發達國家的財政援助進行衡量、彙報與核實...并將確保這些目標和財政援助的報告是嚴密、活躍并透明的」。
- 承認「減少由濫伐森林及森林退化引起的排放量的關鍵作用，和強化森林在減少溫室氣體排放量中作用的必要性」，以及有必要建立一種機制，以動員發達國家的財政資源來達成上述目標。
- 表明「發展中國家應得到更多更新的、額外的、可預測的并充足的資金，且門檻應進一步降低...以支持強化緩和行動」。
- 同意全世界應設立一個「目標」，即到2020年的每年從「多渠道」籌集一千億美元，來幫助發展中國家減少碳排放以及適應氣候變化。
- 同意發達國家將在2010到2012年間籌集三百億美元資金來幫助發展中國家對抗氣候變化。
- 設立哥本哈根綠色氣候基金來「發展中國家與緩和行動相關的各項目、計劃、政策及其他活動」。
- 建立一個技術機制「以加速技術發展與轉移」。
- 呼籲「對到2015年完成此協議的實施進行評估...這將包括考慮強化長期目標」，例如限定氣溫上升1.5攝氏度。

## 参閱
- 京都协议书
- 2009年联合国气候变化大会
- 全球变暖